# Mariano Gabriel Martínez
Mariano Gabriel Martínez (24 de septiembre de 1970) es un destacado guitarrista, compositor, cantante y productor musical argentino, perteneciente a la banda Attaque 77. Participó en todos los discos de la banda, desde el inicio, junto a Ciro Pertusi, Federico Pertusi, Adrián Vera, Luciano Scaglione y Leonardo De Cecco hasta la actualidad, solamente con De Cecco en batería y Luciano Scaglione en bajo. Previamente, participó en bandas que dieron origen a Attaque 77, como Defensa y Justicia, Cabeza de Navaja, Los Infinitos y el Bosque y Namores.

## Biografía
A temprana edad comenzó a escuchar música rock, como por ejemplo, The Beatles, Sex Pistols, The Ramones, Deep Purple, The Who, Peter Green, Pappo y otros. The Beatles fue su mayor pasión durante la adolescencia y su influencia se notaría en muchos puntos de su carrera. Supo que su instrumento principal fue la guitarra. Aunque sus padres no estaban muy de acuerdo con la idea. Aproximadamente, a los 14 años dio su primer concierto de Blues en un reducto en donde se escuchaba ese estilo de música.

### Primeros años con Attaque 77
Conoció a Ciro Pertusi en «El Lugar de Los Sonidos», un local de venta de instrumentos musicales en Flores, ciudad de Buenos Aires, cuando era un adolescente, en el año 1983 y a partir de allí ambos formaron varias bandas (Defensa y Justicia, Namores), que posteriormente darían origen a Attaque 77. Algunas canciones de esas bandas fueron registradas en estudio por Attaque 77, otras por Romanticistas Shaolin's en el disco «Efecto Namores», en referencia al primitivo nombre de la banda, y algunas continúan inéditas en los demos. Su tío Daniel Caffieri fue quien lo influenció musicalmente, y quien le enseñó a tocar la guitarra. Attaque 77 debuta en Cemento con el grupo «Descontrol». Posteriormente, graban un par de canciones para «Invasión 88» mientras que Walter Kohm y Sergio Fassanelli tienen en miras grabar un elepé con el ya cuarteto (Danio abandona, Claudio Leiva le sigue y Leo De Cecco es reclutado). Durante la grabación de «Dulce Navidad», Martínez tuvo serias diferencias con el productor Michel Peyronel por el sonido de su guitarra eléctrica. El ex-Riff le dijo que con el tiempo, iba a ver que el sonido de la guitarra del disco, era aceptable. En el 2006, en una entrevista en el programa «Íntimo e Interactivo» de Much Music le dijo que eso todavía no había sucedido. La guitarra acústica en la primera parte de la canción «Caminando por el Microcentro (Edda)» fue registrada por el guitarrista Álvaro Villagra, después de que Peyronel le dijera: «tomate unas clases de guitarra y volvé».

### 1990-2000
Ya en 1990, mientras Attaque 77 se convierte en una banda en ascenso, Martínez figura como coautor de la canción más exitosa que el grupo había tenido hasta ese entonces: "Hacelo por mí". Sin embargo, en el siguiente disco solo figuraría como coautor de una sola canción. En 1993, en un programa de radio, Pappo felicita a Martínez diciéndole que es un guitarrista genial. También se da el lujo de telonear a Ramones en el  Estadio de River Plate. Presta su voz por primera vez para una canción de los años '80 que fue rescatada en 1995 llamada "El gran chaparral" que aparece en el álbum Amén!. Luego prestaría su voz para la canción "Luz" en el álbum Un día perfecto y ya en 1998, pone su voz en varias canciones que aparece en el disco de covers que realiza la banda, llamado Otras Canciones. Trabó amistad con el productor Jim Wirt que le enseñó bastante acerca de las técnicas de grabación, producción, etc. En las presentaciones en vivo, le pone su propia voz a canciones que en la versión de estudio eran cantadas por Ciro Pertusi, como "Ángeles caídos", "Chicos y perros" y "Volver a empezar". Si bien a principio de la década el sonido de su guitarra era más minimalista, terminó siendo muy virtuoso.

### 2000-2010
En el álbum Radio Insomnio del año 2000, es donde se muestra claramente la influencia beatle de Martínez y termina escribiendo varias de sus reconocidas páginas como «Vacaciones permanentes», «El ciruja», etc. Más tarde, producirá uno de los mejores discos de la banda, Antihumano. Al igual que en Radio Insomnio, Martínez aporta una gran cantidad de composiciones con grandes éxitos como «Ojos de perro», «Setentistas», «Los buenos deseos» y sobre todo, la canción «Arrancacorazones», uno de los «hits» de la banda en aquella década. Karmagedon fue un álbum mucho más maduro en el que Martínez volvió a oficiar de productor e incluso fue vocalista de dos de los tres cortes que la banda hizo. Aportó grandes canciones que hablan sobre distintos temas, como «Buenos Aires en llamas», «Juguete», «Chance», «Antorcha» y otros. En el 2009, Pertusi abandona la banda, por lo tanto, Attaque 77 se convierte en un trío y Martínez es el vocalista en trece de las quince canciones que aparecen en la siguiente placa. En Estallar termina siendo el compositor de todas las canciones, menos «Cruz» que pertenece a Luciano Scaglione. 
Su primer show al mando de Attaque 77 fue en Villa Ballester donde fue bien recibido por los fanes. Se cierra el año con una presentación en  el Luna Park, recinto histórico de la ciudad de Buenos Aires y, luego, la banda continúa presentando por todo el país, el primer disco con Martínez a la cabeza. También, se presentan en Chile, Perú, Ecuador y otros países.

### Actualidad
Ya a fines del año 2011 la banda graba su Acústico en el Teatro Ópera que fue realizado en el Teatro Opera Citi; tocar allí era un gran anhelo que tenía Martínez desde hacía mucho tiempo. El disco salió en octubre del año 2012. En el 2016  participa en la canción "Corazones" de la banda cordobesa Iceberg del Sur.
En febrero de 2017 participó en el aniversario de los 30 años del primer show de Ramones en Buenos Aires, como guitarrista, junto a dos exmiembros de la legendaria banda (C.J. Ramone en bajo y Richie Ramone en batería), más Sebastián Widmer en la voz (vocalista de Expulsados). Juntos recrearon la lista de temas que el grupo neoyorquino tocó aquel 4 de febrero de 1987 en el porteño estadio del Club Obras Sanitarias de la Ciudad de Buenos Aires.

### Riff 77
Junto a Luciano Scaglione, formó una banda tributo a Riff llamada "Riff 77". Boff Serafine llegó a actuar con ellos. Sólo se presentan en vivo ocasionalmente. También hizo una banda con covers de Iron Maiden llamada "I Love Maiden".